# What Have You Done (Anouk)
What Have You Done is een lied van de Nederlandse zangeres Anouk. Het lied gaat over de breuk tussen haar en haar toenmalige vriend rapper Unorthadox. Het nummer werd enkel als promotiesingle uitgebracht en bracht een week door in de Nederlandse Tipparade. Op 11 november 2011 werd het nummer toch nog als officiële single uitgebracht. De bijbehorende videoclip is de eerste videoclip van Anouk waar ze zelf niet in te zien is.
Het lied zelf is een bewerking van de nummer 1-hit Onderweg van Abel uit 2000.

## Hitnoteringen

### Nederlandse Top 40
| Hitnotering: 03-12-2011 t/m 21-01-2012 | Hitnotering: 03-12-2011 t/m 21-01-2012 | Hitnotering: 03-12-2011 t/m 21-01-2012 | Hitnotering: 03-12-2011 t/m 21-01-2012 | Hitnotering: 03-12-2011 t/m 21-01-2012 | Hitnotering: 03-12-2011 t/m 21-01-2012 | Hitnotering: 03-12-2011 t/m 21-01-2012 | Hitnotering: 03-12-2011 t/m 21-01-2012 | Hitnotering: 03-12-2011 t/m 21-01-2012 | Hitnotering: 03-12-2011 t/m 21-01-2012 |
| Week:                                  | 1                                      | 2                                      | 3                                      | 4                                      | 5                                      | 6                                      | 7                                      | 8                                      |                                        |
| -------------------------------------- | -------------------------------------- | -------------------------------------- | -------------------------------------- | -------------------------------------- | -------------------------------------- | -------------------------------------- | -------------------------------------- | -------------------------------------- | -------------------------------------- |
| Positie:                               | 29                                     | 16                                     | 14                                     | 17                                     | 29                                     | 30                                     | 32                                     | 38                                     | uit                                    |

### NederlandseSingle Top 100
| Hitnotering: 26-11-2011 t/m 21-01-2012 | Hitnotering: 26-11-2011 t/m 21-01-2012 | Hitnotering: 26-11-2011 t/m 21-01-2012 | Hitnotering: 26-11-2011 t/m 21-01-2012 | Hitnotering: 26-11-2011 t/m 21-01-2012 | Hitnotering: 26-11-2011 t/m 21-01-2012 | Hitnotering: 26-11-2011 t/m 21-01-2012 | Hitnotering: 26-11-2011 t/m 21-01-2012 | Hitnotering: 26-11-2011 t/m 21-01-2012 | Hitnotering: 26-11-2011 t/m 21-01-2012 | Hitnotering: 26-11-2011 t/m 21-01-2012 |
| Week:                                  | 1                                      | 2                                      | 3                                      | 4                                      | 5                                      | 6                                      | 7                                      | 8                                      | 9                                      |                                        |
| -------------------------------------- | -------------------------------------- | -------------------------------------- | -------------------------------------- | -------------------------------------- | -------------------------------------- | -------------------------------------- | -------------------------------------- | -------------------------------------- | -------------------------------------- | -------------------------------------- |
| Positie:                               | 41                                     | 21                                     | 22                                     | 36                                     | 76                                     | 72                                     | 62                                     | 78                                     | 80                                     | uit                                    |

### NPO Radio 2 Top 2000
What Have You Done stond alleen in 2012 in de NPO Radio 2 Top 2000, op plek 1599.